# All-Star Game de la NBA 1953
El tercer All-Star Game de la NBA de la historia se disputó el día 13 de enero de 1953 en el Allen County War Memorial Coliseum de la ciudad de Fort Wayne, Indiana. El equipo de la Conferencia Este estuvo dirigido por Joe Lapchick, entrenador de New York Knicks y el de la Conferencia Oeste por John Kundla, de Minneapolis Lakers. La victoria correspondió al equipo del Oeste, por 79-75, siendo elegido MVP del All-Star Game de la NBA el pívot de Minneapolis Lakers George Mikan, que consiguió 22 puntos, dominando los tableros con 16 rebotes. El partido fue seguido en directo por 10.322 espectadores. El partido se decidió en el cuarto periodo, coando una racha de 8 puntos consecutivos de Bob Davies encarriló el mismo para el equipo del Oeste, que conseguiría su primera victoria en un All-Star Game.

## Estadísticas

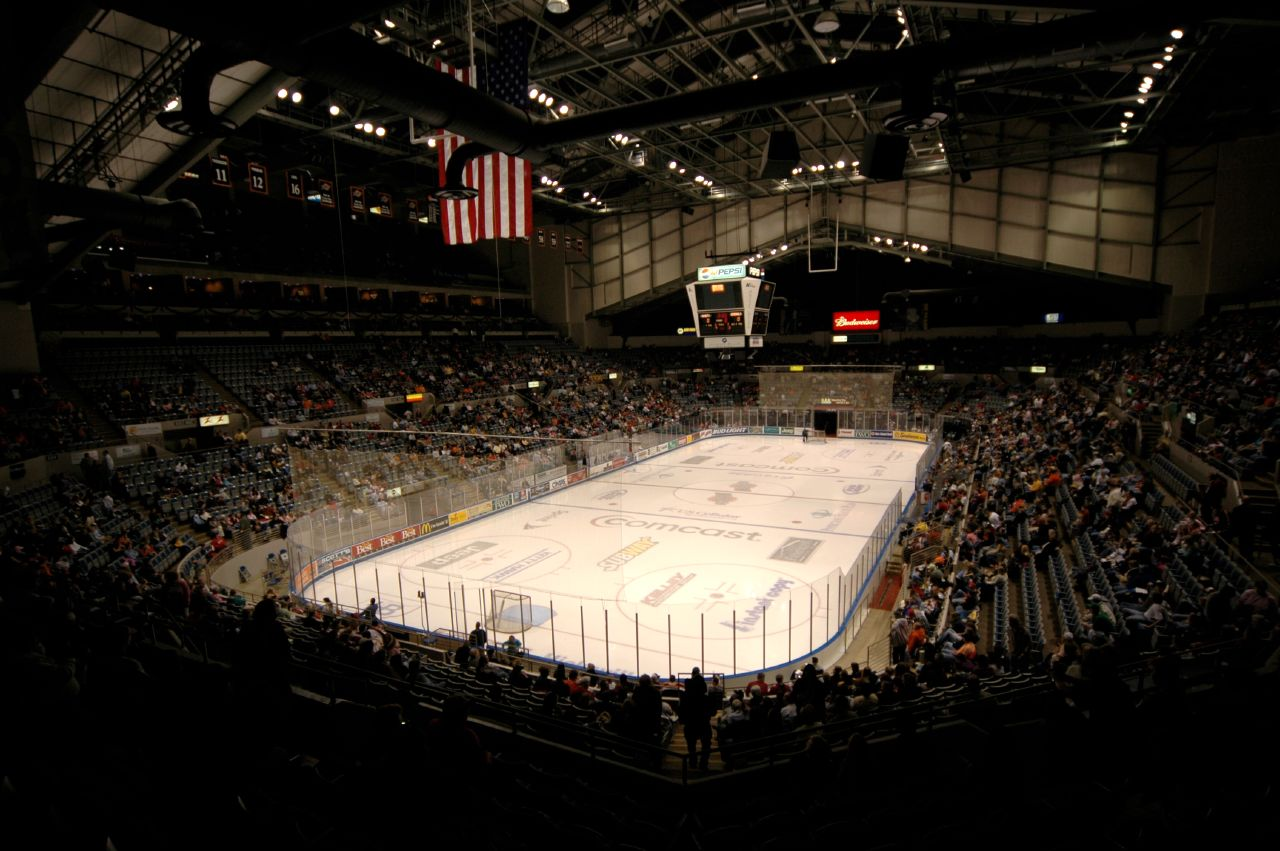
Allen County War Memorial Coliseum, sede del All-Star Game de 1953.

| 13 de enero de 1953 | Eastern All-Stars                                                                | 75–79        | Western All-Stars                                           | |  |
|                     | Parciales: 20–20, 14–15, 21–22, 20–22                                            |              |                                                             | |  |
|                     | Estadísticas Ed Macauley 18 Dolph Schayes 13 Cousy, Macauley, Schayes 3 cada uno | Pts Reb Asts | Estadísticas George Mikan 22 George Mikan 16 Andy Phillip 8 | Pabellón: Allen County War Memorial Coliseum, Fort Wayne, Indiana Asistencia: 10,322 espectadores Árbitros: - Sid Borgia - Bud Lowell |  |

### Conferencia Oeste
Entrenador: John Kundla, Minneapolis Lakers
| CONFERENCIA OESTE           |     |     |     |     |     |     |     |     |
| Jugador, Equipo             | MIN | TCA | TCI | TLA | TLI | REB | AST | PTS |
| Mel Hutchins, Milwaukee     | 30  | 1   | 8   | 0   | 1   | 6   | 5   | 2   |
| Vern Mikkelsen, Minneapolis | 19  | 3   | 13  | 0   | 0   | 6   | 3   | 6   |
| George Mikan, Minneapolis   | 40  | 9   | 26  | 4   | 4   | 16  | 2   | 22  |
| Andy Phillip, Fort Wayne    | 36  | 4   | 9   | 1   | 1   | 6   | 8   | 9   |
| Bob Wanzer, Rochester       | 22  | 4   | 7   | 1   | 1   | 2   | 2   | 9   |
| Leo Barnhorst, Indianápolis | 13  | 1   | 2   | 0   | 1   | 3   | 2   | 2   |
| Larry Foust, Fort Wayne     | 18  | 5   | 7   | 0   | 0   | 6   | 0   | 10  |
| Arnie Risen, Rochester      | 19  | 2   | 7   | 1   | 3   | 9   | 2   | 5   |
| Bob Davies, Rochester       | 17  | 3   | 7   | 3   | 6   | 3   | 2   | 9   |
| Slater Martin, Minneapolis  | 26  | 2   | 10  | 1   | 1   | 2   | 1   | 5   |
| Totales                     | 240 | 34  | 97  | 11  | 18  | 59  | 26  | 79  |

MIN: Minutos. TCA: Tiros de campo anotados. TCI: Tiros de campo intentados. TLA: Tiros libres anotados. TLI: Tiros libres intentados. REB: Rebotes. AST: Asistencias. PTS: Puntos

### Conferencia Este
Entrenador: Joe Lapchick, New York Knicks
| CONFERENCIA ESTE            |                                        |                                        |                                        |                                        |                                        |                                        |                                        |                                        |
| Jugador, Equipo             | MIN                                    | TCA                                    | TCI                                    | TLA                                    | TLI                                    | REB                                    | AST                                    | PTS                                    |
| Harry Gallatin, New York    | 19                                     | 1                                      | 4                                      | 1                                      | 2                                      | 3                                      | 2                                      | 3                                      |
| Dolph Schayes, Syracuse     | 26                                     | 2                                      | 7                                      | 4                                      | 4                                      | 13                                     | 3                                      | 8                                      |
| Ed Macauley, Boston         | 35                                     | 5                                      | 12                                     | 8                                      | 8                                      | 7                                      | 3                                      | 18                                     |
| Bob Cousy, Boston           | 36                                     | 4                                      | 11                                     | 7                                      | 7                                      | 5                                      | 3                                      | 15                                     |
| Bill Sharman, Boston        | 26                                     | 5                                      | 8                                      | 1                                      | 1                                      | 4                                      | 0                                      | 11                                     |
| Don Barksdale, Boston       | 11                                     | 0                                      | 1                                      | 1                                      | 3                                      | 3                                      | 2                                      | 1                                      |
| Carl Braun, New York        | 21                                     | 1                                      | 4                                      | 1                                      | 1                                      | 3                                      | 2                                      | 3                                      |
| Neil Johnston, Philadelphia | 27                                     | 5                                      | 13                                     | 1                                      | 2                                      | 12                                     | 0                                      | 11                                     |
| Paul Seymour, Syracuse      | 14                                     | 2                                      | 3                                      | 1                                      | 2                                      | 3                                      | 2                                      | 5                                      |
| Billy Gabor, Syracuse       | 25                                     | 0                                      | 3                                      | 0                                      | 1                                      | 5                                      | 2                                      | 0                                      |
| Fred Scolari, Baltimore     | Seleccionado, pero no jugó por lesión. | Seleccionado, pero no jugó por lesión. | Seleccionado, pero no jugó por lesión. | Seleccionado, pero no jugó por lesión. | Seleccionado, pero no jugó por lesión. | Seleccionado, pero no jugó por lesión. | Seleccionado, pero no jugó por lesión. | Seleccionado, pero no jugó por lesión. |
| Totales                     | 240                                    | 25                                     | 66                                     | 25                                     | 31                                     | 58                                     | 19                                     | 75                                     |